# Perito Moreno (kommunhuvudort i Argentina)
Perito Moreno är en kommunhuvudort i Argentina.   Den ligger i provinsen Santa Cruz, i den södra delen av landet, 1 700 km sydväst om huvudstaden Buenos Aires. Perito Moreno ligger 390 meter över havet och antalet invånare är 3 588.
Terrängen runt Perito Moreno är huvudsakligen platt. Perito Moreno ligger nere i en dal. Trakten runt Perito Moreno är nära nog obefolkad, med mindre än två invånare per kvadratkilometer..
Omgivningarna runt Perito Moreno är i huvudsak ett öppet busklandskap.